# Interfilm Berlin

Logo von interfilm Berlin

interfilm Berlin ist ein Kurzfilmverleih und Veranstalter des jährlich stattfindenden Internationalen Kurzfilmfestivals Berlin.

## Das internationale Kurzfilmfestival Berlin
Das 1982 als Super-8-Filmfest in Berlin-Kreuzberg gegründete Internationale Kurzfilmfestival Berlin ist das drittälteste internationale Filmfestival in Berlin nach der Berlinale und den Eulenspiegeleien.
Jährlich werden über 7000 Filme bis 20 Minuten eingereicht, von denen ca. 500 Werke in thematischen Programmen zusammengefasst werden. Neben dem internationalen und dem deutschen Wettbewerb werden auch Dokumentar- und Kinderfilme prämiert. Schwerpunktprogramme bieten Einblicke in die Produktionslandschaft ausgewählter Länder. Sonderprogramme beleuchten Bereiche wie Musikvideos, Werbefilme, Computerspiele, historische Kurzfilme, Retrospektiven u. v. m.

## Die interfilm Berlin Kurzfilm-Distribution
Der Verleih und Vertrieb verfügt über einen Bestand von 300 Filmen. Schwerpunkt sind die etwa 90-minütigen thematischen Kurzfilmprogramme, aber auch der Vorfilm.
Die Filme werden von Kinos, TV-Sendern, kulturellen Institutionen und Internet-Plattformen gebucht. Rasant entwickelt sich seit einiger Zeit der Bereich DVD-Distribution, Vorführung im öffentlichen Raum – sei es in U-Bahnen, Wartezimmern oder im Mobile-Entertainment. In diesem Bereich kann interfilm auf einen großen Stock von Ultrakurzfilmen zurückgreifen.

## Weitere Projekte
Zusammen mit dem Berliner Fenster ist interfilm Mitveranstalter des jährlich stattfindenden U-Bahn-Kurzfilmfestivals Going Underground und Partner des „Zebra Poetry Film Festivals“. In Zusammenarbeit mit Siemens richtete interfilm den „MicroMovie AWARD“ aus, den weltweit ersten Wettbewerb für mit dem Handy gemachten Kurzfilm. Seit 2008 richtet interfilm mit dem „Viral Video Award“ als erstes Filmfestival in Deutschland einen Wettbewerb für Virale Videos aus. Mit regelmäßigen Programmreihen wie z. B. „Shorts Attack“ ist interfilm ein fester Bestandteil im Berliner Kulturkalender.
Auch weltweit werden Kurzfilmprogramme und die Highlights der Festivals präsentiert. So war interfilm Berlin allein im Jahr 2004 in Ländern wie Australien, Bosnien, Kroatien, Lettland, Mexiko, Polen, Portugal, Südkorea, Thailand, USA und Belarus präsent.